# Mount Assiniboine Provincial Park
Der in der kanadischen Provinz British Columbia gelegene Mount Assiniboine Provincial Park ist ein Provinzpark in den Kanadischen Rocky Mountains, der mit zum Weltnaturerbe der UNESCO gehört. Der Park liegt zwischen dem Kootenay-Nationalpark im Westen und dem Banff-Nationalpark im Osten an der Grenze zu Alberta. Es führen keine Straßen in den Park. Er ist einer der ältesten der Provincial Parks in British Columbia. Lediglich drei der heute über 600 Provinzparks sind älter.
Bei dem Park handelt es sich um ein Schutzgebiet der Kategorie II (Nationalpark).

## Geographie

Lage des Mount Assiniboine Provincial Parks

Der Park liegt im Westen der Provinz British Columbia an der Grenze zu Alberta und grenzt im Nordosten an den Banff-Nationalpark sowie im Nordwesten an den Kootenay-Nationalpark. Der Park liegt in der Southern Continental Ranges, einer Teilkette der Kanadischen Rocky Mountains, westlich der kontinentalen Wasserscheide. Die Berge im Park sind rau und vergletschert. Höchster Berg ist der auf der südöstlichen Parkgrenze liegende Mount Assiniboine mit einer Höhe von 3616 m.
Der Park ist ein sogenannter Back Country Park, da er nicht über öffentliche Straßen erreicht werden kann. Der Zugang erfolgt einzig über Fuß- und Reitwege oder per Helikopter.

## Geschichte
Die Ureinwohner Kanadas lebten seit etwa 11.000 Jahren in der Gegend des jetzigen Parks. Die Stämme beidseitig der Rockies trieben intensiven Handel zusammen. Die Peigans, die Assiniboine, die Siksika und die Kootenai überquerten die Rockies auf vielen Bergpässen. Der heutige Mount Assiniboine Provincial Park ist Teil des Gebietes, das traditionell dem Stamm der Ktunaxa Kinbasket oder Kootenai First Nations zugeordnet wird.
Der erste Europäer, der die Gegend des Mount Assiniboine Provincial Park bereiste, war Sir George Simpson, Gouverneur der Hudson’s Bay Company. Er reiste 1841 vom Bow River zum Columbia River via Healy Creek, Simpson Pass und Simpson River. Die erste Erwähnung des Mount Assiniboine geht auf den Jesuitenpater Pierre-Jean De Smet zurück, der 1845 in sein Tagebuch schrieb: „Die Monumente des Cheops und Chephren schwinden dahin, angesichts dieser gewaltigen natürlichen Felsenarchitektur.“
R. Barrett und T. Wilson näherten sich der Gegend über den Simpson Pass und standen 1893 als erste am Fuß des Mount Assiniboine. Auf dieser Route wurde die Gegend in der Folge regelmäßig von Bergabenteurern besucht. Verschiedene Parteien versuchten ab 1899 den Mount Assiniboine zu bezwingen. Am 3. September 1901 gelang es schließlich Sir James Outram, begleitet durch die beiden Schweizer Führer Christian Hasler und Christian Bohren, den Gipfel über die Südwest-Wand zu besteigen.
Ab 1920 wurde das Gebiet regelmäßig genutzt, indem die „Wheeler Walking Tours“ Touristen auf einer 120 km langen Rundreise durch die Gegend führten. In der Folge dieser Touren wurden die ersten historischen Gebäude errichtet. Die Veranstaltung dieser Touren endete 1926, die Kunde über die Schönheit dieses Gebietes hatte sich aber bereits verbreitet. Auf Drängen des Alpine Club of Canada gründete die Provinz British Columbia am 6. Februar 1922 den Park als fünften Provincial Park British Columbias rund um den Lake Magog und den Mount Assiniboine. Der Park hatte eine Größe von 5.120 Hektar. Der Alpine Club of Canada kaufte 1924 18 Hektar Land nördlich des Lake Magog und baute darauf ein großes und fünf kleine Blockhäuser. Diese Gebäude wurden die Wheeler Cabins oder Wheeler Camp genannt, heute heißen sie Naiset Huts und dienen immer noch als günstige Unterkunft für Touristen. Die Mount Assiniboine Lodge wurde 1928 gebaut und besteht aus dem Hauptgebäude-Trakt und sechs separaten Blockhäusern. Sie bietet im Winter 24 und im Sommer 30 Personen Platz. Die Liegenschaft gehört der Provinz British Columbia, wird aber seit 1983 von Barb und Sepp Renner betrieben.
1973 wurde die Parkfläche um das Siebenfache vergrößert, um die Integrität der umliegenden alpinen Gebiete zu schützen und zu erhalten, und umfasst nun 39.050 Hektar.
Seit 1990 gehört er als Teil der Canadian Rocky Mountain Parks mit zum Weltnaturerbe der UNESCO, das außerdem die Nationalparks Banff, Jasper, Yoho und Kootenay sowie die Provincial Parks Mount Robson und Hamber umfasst.

## Flora und Fauna
Das Ökosystem von British Columbia wird mit dem Biogeoclimatic Ecological Classification (BEC) Zoning System in verschiedene biogeoklimatischen Zonen eingeteilt. Biogeoklimatische Zonen zeichnen sich durch ein grundsätzlich identisches oder sehr ähnliches Klima sowie gleiche oder sehr ähnliche biologische und geologische Voraussetzungen aus. Daraus resultiert in den jeweiligen Zonen dann auch ein sehr ähnlicher Bestand an Pflanzen und Tieren. Der Park wird hauptsächlich der Montane Spruce Zone mit der Subzone Dry Cold (MSdk2), der Engelmann Spruce-Subalpine Fir Zone mit den verschiedenen Subzonen Dry Cold (ESSFdk, ESSFdku, ESSFdkp, ESSFdkw) sowie der Interior Mountain-heather Alpine Zone zugeordnet. Der Montane Spruce Zone werden dabei überwiegend Teile des Parkgebiets unterhalb einer Höhe von 1200 m zugeordnet, während Parkgebiete oberhalb von 2450 m in der Regel der Interior Mountain-heather Alpine Zone zugeordnet werden. Das Parkgebiet zwischen diesen Höhen wird dann normalerweise der Engelmann Spruce-Subalpine Fir Zone zugeordnet.

### Raubtiere
Schwarzbär, Grizzlybär, Puma (selten), Luchs, Wolf, Kojote, Wiesel

### Huftiere
Dickhornschaf, Schneeziege, Wapiti, Maultierhirsch, Weißwedelhirsch, Elch

### Nagetiere
Fünfzehn verschiedene Nagetiere wurden im Park gesichtet. Streifenhörnchen, Columbia-Ziesel und Murmeltiere sind besonders häufig. Nach dem Baumstachelschwein ist gar ein Zeltplatz im Park benannt: Porcupine Campground.
Amerikanische Pfeifhasen (engl.: Pikas) werden ebenfalls ab und zu gesichtet.

### Vögel
Im Park wurde 93 Vogelarten gesichtet. Am häufigsten kommen vor: Kornweihe, Meisenhäher, Kiefernhäher, Raufußhühner, Hakengimpel, Rotfink, Fichtenzeisig, Tannenmeise, Schwirrammer und Dachsammer.

## Sehenswürdigkeiten
- Mount Assiniboine Die alles überragende Felsenpyramide
- Lake Magog – See direkt unter der Mount Assiniboine Lodge gelegen
- Cerulean Lake – See im Sunburst Valley
- Sunburst Lake – See im Sunburst Valley mit Sunburst Blockhaus
- Elizabeth Lake – See im Sunburst Valley
- The Nublet – Beliebter Aussichtsberg
- Gog Lake – See am Wonder Pass
- Og Lake – See mit Zeltplatz, Etappenziel
- Sunshine Meadows – ganz im Norden des Parks gelegene Hochebene mit mehreren kleinen Seen

## Tourismus

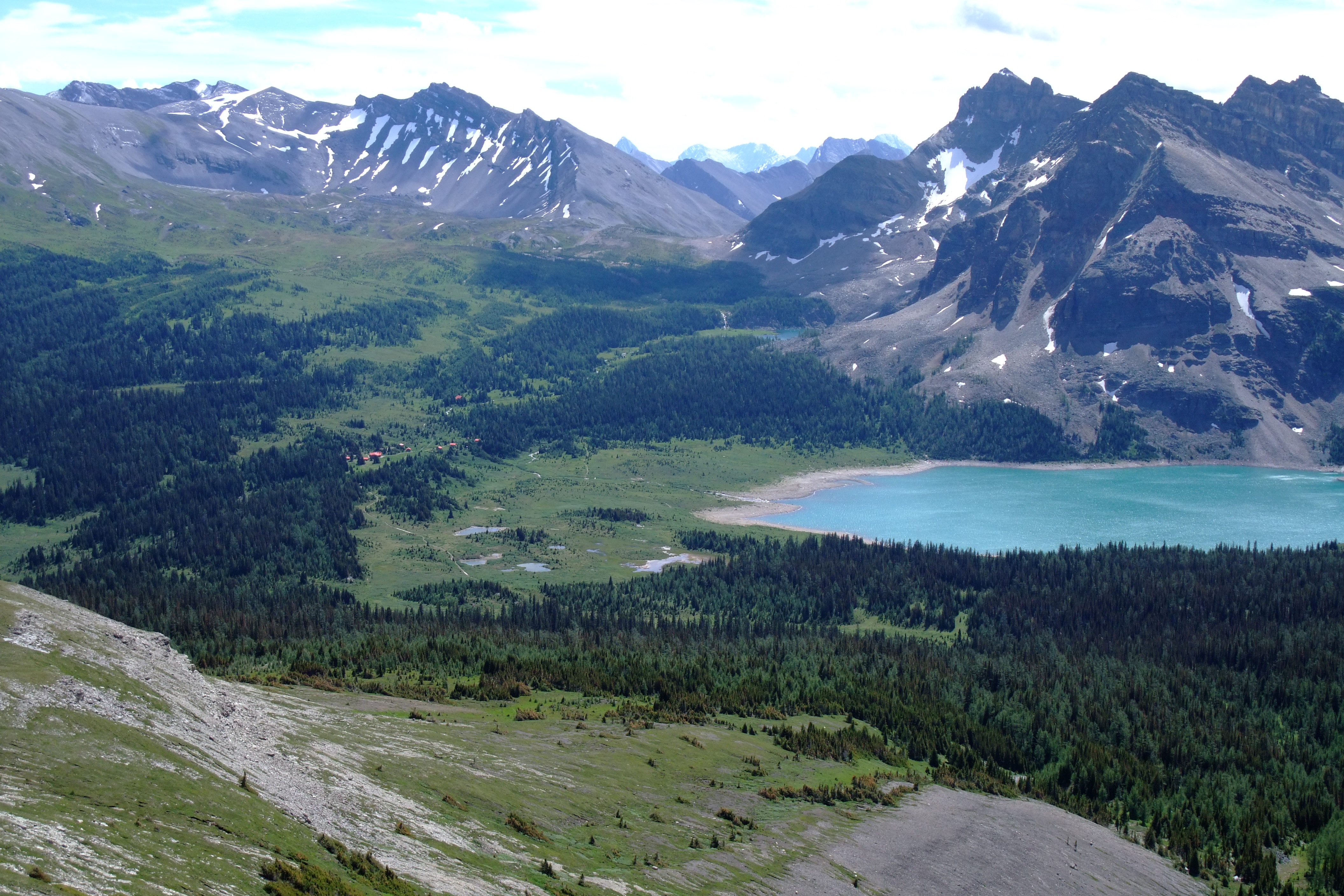
Gebiet der Mount Assiniboine Lodge und Lake Magog

Der Mount Assiniboine Provincial Park ist ausschließlich mit Fuß- und Reitwegen und einem Helikopter-Landeplatz bei der Mount Assiniboine Lodge erschlossen. Seit 1997 ist die Zufahrt für Mountain Bikes untersagt. Es gibt mindestens elf Routen in den Park; die meisten Besucher verwenden einen der folgenden Zugänge:
- Sunshine Meadows
- Assiniboine Pass
- Wonder Pass (wird oft zum Verlassen des Parks gewählt)
- Simpson River

Die Unterkünfte haben begrenzte Kapazität. Die mittlere Besucherzahl in den Jahren 1989 bis 2001 betrug 7428 Besucher pro Jahr. Im Park gibt es ungefähr 75 Stellplätze für Zelte. Die Zeltplätze sind am Lake Magog, Porcupine Camp, nahe Citadel Pass, Mitchell Meadows, Rock Isle Lake und Simpson River.
Der Park wird auch im Winter benutzt. Die Hauptaktivitäten konzentrieren sich dabei um die Mount Assiniboine Lodge. Außerdem ist in ausgewählten Bereichen des Parks, wie beispielsweise auch im Bugaboo Provincial Park oder im Kokanee Glacier Provincial Park, Heliskiing erlaubt.